# Deichselbach
Deichselbach – rzeka w Bawarii, prawy dopływ Regnitz. 